# Chris Carter
Christopher Carl Carter (13 de octubre de 1956) es un productor y guionista estadounidense, conocido por ser el creador de la serie de televisión sobre fenómenos paranormales The X-Files.

## Biografía
Chris Carter, hijo de William y Catherine Carter, nació en Bellflower, California. Estudió periodismo en la Universidad Estatal de California (California State University) y se graduó en 1979.
Siendo adolescente, fue seguidor del programa Kolchak: The Night Stalker, protagonizado por Darren McGavin en el papel de un desafortunado periodista que era testigo de experiencias paranormales. La serie solo duró veinte capítulos, pero dejaría una importante huella en Carter.
Con motivo de la producción de la serie The X-Files en 1993, Chris Carter creó su propia productora, Ten Thirteen Productions. Con el éxito de The X-Files creciendo sin parar, en 1996 la compañía se embarcó en un nuevo proyecto; Millennium. Esta serie fue cancelada después de tres temporadas. En 1998 la compañía lanzó una película de The X-Files que se llamó The X-Files: Fight the Future. En 1999, como Millennium había sido cortada, una tercera serie fue producida: Harsh Realm, que solo duró nueve episodios antes de ser cancelada. En 2001 decidieron crear una serie derivada de The X-Files y el resultado fue The Lone Gunmen. Esta serie fue cancelada después de una única temporada. Cuando se decidió que The X-Files terminase en 2002 (tras nueve temporadas completas) la compañía decidió disolverse en lugar de continuar.

## Filmografía

### Cine
| Año  | Película                       | Papel                                |
| ---- | ------------------------------ | ------------------------------------ |
| 1986 | The B.R.A.T. Patrol            | Escritor                             |
| 1988 | Meet the Munceys               | Escritor                             |
| 1998 | The X-Files                    | Escritor, productor                  |
| 2008 | The X-Files: I Want to Believe | Escritor, productor, director, actor |

### Televisión
| Series          | Como creador        | Como director | Como escritor | Como actor  |
| --------------- | ------------------- | ------------- | ------------- | ----------- |
| Rags to Riches  | —                   | 1 episodio    | 2 episodios   | —           |
| The X-Files     | Todos los episodios | 10 episodios  | 72 episodios  | 2 episodios |
| Millennium      | Todos los episodios | —             | 7 episodios   | —           |
| Harsh Realm     | Todos los episodios | —             | 4 episodios   | —           |
| The Lone Gunmen | Todos los episodios | —             | 2 episodios   | 1 episodio  |
| The After       | Todos los episodios | —             | 1 episodio    | —           |
| The X-Files     | Todos los episodios | 5 episodios   | 5 episodios   | —           |